# Joan Muntaner
Pour les articles homonymes, voir Muntaner.
Joan Muntaner Roig, né le 2 février 1917 à La Havane (Cuba) et mort le 30 juillet 2000 à Barcelone (Catalogne, Espagne), est un footballeur espagnol qui jouait au poste de milieu de terrain.

## Carrière
Joan Muntaner naît à La Havane mais il s'installe très jeune dans le quartier barcelonais de Gràcia où il commence à jouer au football. Il joue au FC Gràcia, puis au CE Europa.
Après la Guerre d'Espagne, Joan Muntaner débute en première division avec le FC Barcelone lors de la saison 1939-1940. Il joue neuf matchs de championnat.
En 1941, il est prêté au Deportivo La Corogne car c'est dans cette ville qu'il doit effectuer son service militaire. Il reste au Deportivo pendant quatre saisons.
Il joue ensuite au CF Igualada et à l'UE Sants.